# Coupe du monde de football des sans-abri
La Homeless World Cup est un tournoi de football organisé par Homeless World Cup, une organisation sociale qui encourage la sortie de l'exclusion à travers le football. L'organisation organise un tournoi annuel de football où les équipes sont constituées de personnes sans-abri de chaque pays en compétition. La prochaine édition du tournoi annuel de football Homeless World Cup aura lieu à Séoul (Corée du Sud) du 21 au 28 septembre 2024. C'est la première fois que le tournoi est organisée en Asie.
Benoît Danneau, directeur du comité d'organisation à Paris en 2011, explique : « L'idée est de s'adresser au grand public pour donner une image différente des personnes en grande difficulté, une image positive, collective, entreprenante via une démarche de valorisation de la pratique sportive. »

## Historique
L'organisation Homeless World Cup a été cofondée par Mel Young et Harald Schmied en 2001. Le premier tournoi de football pour les personnes sans-abri a eu lieu en 2003 à Graz, en Autriche. Les villes hôtes depuis lors ont été Göteborg, Édimbourg, Copenhague, Le Cap, Melbourne, Milan, Rio de Janeiro, Paris, Mexico, Poznań, Santiago du Chili. Amsterdam accueille l'édition 2015.
Le siège international de Homeless World Cup est à Leith, en Écosse.

## Partenaires
Homeless World Cup opère à travers un réseau de plus de 70 partenaires nationaux à travers le monde.
| Afghanistan        | Allemagne     | Moldavie         | Afrique du Sud                |
| Argentine          | Ghana         | Namibie          | Corée du Sud                  |
| Australie          | Grèce         | Pays-Bas         | Espagne                       |
| Autriche           | Haïti         | Nouvelle-Zélande | Suède                         |
| Belgique           | Hong Kong     | Nigeria          | Suisse                        |
| Bosnie-Herzégovine | Hongrie       | Ulster           | Ouganda                       |
| Brésil             | Inde          | Norvège          | Ukraine                       |
| Bulgarie           | Indonésie     | Pakistan         | États-Unis                    |
| Cambodge           | Irlande       | Palestine        | Vietnam                       |
| Cameroun           | Italie        | Paraguay         | Pays de Galles                |
| Canada             | Côte d'Ivoire | Pérou            | Zambie                        |
| Chili              | Japon         | Philippines      | Zimbabwe                      |
| Colombie           | Kazakhstan    | Pologne          | Anciens partenaires nationaux |
| Costa Rica         | Kenya         | Portugal         | Rwanda                        |
| Croatie            | Kirghizstan   | Roumanie         | Singapour                     |
| République tchèque | Liberia       | Russie           | Timor-Leste                   |
| Danemark           | Lituanie      | Écosse           |                               |
| Angleterre         | Luxembourg    | Serbie           |                               |
| Finlande           | Malawi        | Slovaquie        |                               |
| France             | Mexique       | Slovénie         |                               |

## Les règles du tournoi annuel
Pour être admis, les joueurs doivent répondre aux critères suivants:
- Être un homme ou une femme âgé d'au moins 16 ans au moment du tournoi
- Ne pas avoir pris part à des matchs de sans-abri lors de précédentes Coupes du monde

Autres critères éventuels :
- Avoir été sans abri à un moment donné après le tournoi de l'année précédente, ou dans les deux dernières années.
- Tirer ses sources de revenus d'activités de la rue
- Être demandeur d'asile, ou avoir obtenu le statut de résident un an avant l'événement
- Être en cure de désintoxication de drogue ou d'alcool

Chaque équipe est composée de 8 individus : 3 joueurs, 1 goal et 4 remplaçants. Une victoire rapporte 3 points, une défaite zéro point. En cas d’égalité, une séance de tirs au but par mort subite est organisée. Le vainqueur empoche les trois points tandis que le vaincu récolte un point. Un match dure 14 minutes, à savoir deux mi-temps de 7 minutes sur un terrain de 22 mètres de long pour 16 mètres de large.

## Résultats et classements Homme
| Année | Ville hôte              | Gagnant     | Score     | Deuxième           | Troisième | Quatrième | Nombre d'équipes |
| ----- | ----------------------- | ----------- | --------- | ------------------ | --------- | --------- | ---------------- |
| 2003  | Graz, Autriche          | Autriche    | 2-1       | Angleterre         | Pays-Bas  | Brésil    |                  |
| 2004  | Göteborg, Suède         | Italie      | 4-0       | Autriche           | Pologne   | Écosse    |                  |
| 2005  | Édimbourg, Écosse       | Italie      | 9-3       | Pologne            | Ukraine   | Écosse    |                  |
| 2006  | Le Cap, Afrique du Sud  | Russie      | 1-0       | Kazakhstan         | Pologne   | Mexique   | 26               |
| 2007  | Copenhague, Danemark    | Écosse      | 9-3       | Pologne            | Libéria   | Danemark  |                  |
| 2008  | Melbourne, Australie    | Afghanistan | 5-4       | Russie             | Ghana     | Écosse    | 56               |
| 2009  | Milan, Italie           | Ukraine     | 5-4       | Portugal           | Brésil    | Nigéria   | 48               |
| 2010  | Rio de Janeiro, Brésil  | Brésil      | 6-0       | Chili              | Mexique   | Portugal  |                  |
| 2011  | Paris, France           | Écosse      | 4-3       | Mexique            | Brésil    | Kenya     |                  |
| 2012  | Mexico, Mexique         | Chili       | 8-5       | Mexique            | Brésil    | Indonésie | 48               |
| 2013  | Poznań, Pologne         | Brésil      | 3-3 (1-0) | Mexique            | Russie    | Chili     |                  |
| 2014  | Santiago, Chili         | Chili       | 5-2       | Bosnie-Herzégovine | Pologne   | Brésil    | 42               |
| 2015  | Amsterdam, Pays-Bas     | Mexique     | 5-2       | Ukraine            | Portugal  | Brésil    | 48               |
| 2016  | Glasgow, Écosse         | Mexique     | 6-1       | Brésil             | Russie    | Chili     | 46               |
| 2017  | Oslo, Norvège           | Brésil      | 4-3       | Mexique            | Russie    | Chili     | 46               |
| 2018  | Mexico, Mexique         | Mexique     | 6-3       | Chili              | Hongrie   | Portugal  | 40               |
| 2019  | Cardiff, Pays de Galles | Mexique     | 5-1       | Chili              | Russie    | Portugal  | 50               |
| 2023  | Sacramento, États-Unis  | Chili       | 5-3       | Mexique            | Brésil    | Portugal  | 50               |

| Nations Vainqueur | Titre(s)               |
| ----------------- | ---------------------- |
| Mexique           | 2015, 2016, 2018, 2019 |
| Chili             | 2012, 2014, 2023       |
| Brésil            | 2010, 2013, 2017       |
| Italie            | 2004, 2005             |
| Écosse            | 2007, 2011             |
| Autriche          | 2003                   |
| Russie            | 2006                   |
| Afghanistan       | 2008                   |
| Ukraine           | 2009                   |

## Résultats et classements Féminin
| Année | Ville hôte              | Gagnant | Score | Deuxième    | Troisième   | Quatrième   | Nombre d'équipes |
| ----- | ----------------------- | ------- | ----- | ----------- | ----------- | ----------- | ---------------- |
| 2008  | Melbourne, Australie    | Zambie  | 7-1   | Liberia     | Kirghizstan | Colombie    | 8                |
| 2010  | Rio de Janeiro, Brésil  | Brésil  | 7-3   | Mexique     | Haiti       | Kirghizstan | 12               |
| 2011  | Paris, France           | Kenya   | 4-3   | Mexique     | Brésil      | Argentine   | 16               |
| 2012  | Mexico, Mexique         | Mexique | 6-2   | Brésil      | Chili       | Indonésie   | 13               |
| 2013  | Poznań, Pologne         | Mexique | 4-1   | Chili       | Hongrie     | Kirghizstan | 16               |
| 2014  | Santiago, Chili         | Chili   | 4-3   | Mexique     | Brésil      | Kirghizstan | 12               |
| 2015  | Amsterdam, Pays-Bas     | Mexique | 3-1   | Chili       | Norvège     | Hongrie     | 16               |
| 2016  | Glasgow, Écosse         | Mexique | 5-0   | Kirghizstan | Chili       | Écosse      | 16               |
| 2017  | Oslo, Norvège           | Mexique | 4-2   | Chili       | Kenya       | Kirghizstan | 16               |
| 2018  | Mexico, Mexique         | Mexique | 5-3   | Colombie    | Chili       | Brésil      | 16               |
| 2019  | Cardiff, Pays de Galles | Mexique | 6-0   | Pérou       | Roumanie    | Chili       | 16               |
| 2023  | Sacramento, États-Unis  | Mexique | 2-0   | Chili       | Roumanie    | Irlande     | 16               |

| Nations Vainqueur | Titre(s)                                       |
| ----------------- | ---------------------------------------------- |
| Mexique           | 2012, 2013, 2015, 2016, 2017, 2018, 2019, 2023 |
| Brésil            | 2010                                           |
| Kenya             | 2011                                           |
| Chili             | 2014                                           |
| Zambie            | 2008                                           |

## La couverture médiatique
Plusieurs documentaires télévisés ont été réalisés sur l'événement annuel.
En 2011, un documentaire de 90 minutes appelé Hors-Jeu : Carton rouge contre l'exclusion a été diffusé par Canal+ et s'est concentré sur la Coupe du monde des sans-abri et cinq partenaires nationaux de Paris 2011 : le Japon, l'Argentine, la Palestine, la France et le Kenya. Il a été diffusé en France le 9 octobre 2011. Le documentaire a été réalisé par Jérôme Mignard et Thomas Risch.
La Homeless World Cup 2006 a fait l'objet d'un documentaire intitulé Kicking It dirigé par Susan Koch et Jeff Werner portant sur les expériences de sept personnes sans-abri à la Coupe du monde des sans-abri en Afrique du Sud. En vedette dans le documentaire, dit par l'acteur Colin Farrell étaient des résidents de l'Afghanistan, du Kenya, de Dublin en Irlande, de Charlotte aux USA, de Madrid en Espagne et de Saint-Pétersbourg en Russie. La première du film a été projetée en janvier 2008 au Festival du film de Sundance.